# Benissanet
Benissanet är en kommun i Spanien.   Den ligger i provinsen Província de Tarragona och regionen Katalonien, i den östra delen av landet, 400 km öster om huvudstaden Madrid. Antalet invånare är 1 280. Arean är 23,1 kvadratkilometer. Benissanet gränsar till Móra d'Ebre, Tivissa, Ginestar, Miravet, El Pinell de Brai, Gandesa och Corbera d'Ebre. 
Terrängen i Benissanet är platt österut, men västerut är den kuperad.